# 浙江芒果蛛
浙江芒果蛛（学名：Mangora tschekiangensis）为园蛛科芒果蛛属的动物。在中国大陆，分布于浙江等地。该物种的模式产地在浙江。